# Erhard Weiß
Erhard "Johnny" Weiß (Dresden, 26 mei 1914 – Garmisch-Partenkirchen, 7 november 1957) was een Duits schoonspringer.

## Carrière
Weiß, lid van Neptun Dresden, was tussen 1936 en 1940 vijf jaar achter elkaar nationaal kampioen op zowel de plank als de toren. Hij deed in 1936 mee aan de Olympische Zomerspelen in eigen land (Berlijn) en kwam daarbij niet verder dan de vijfde plaats op de plank en de vierde op de toren. Twee jaar later, bij de Europese kampioenschappen in Londen, revancheerde hij zich en werd hij Europees kampioen op beide disciplines.
Na zijn sportieve carrière werkte hij als sportleraar op de Universiteit van Freiburg.